# كأس النرويج 1970
كأس النرويج 1970 (بالنرويجية: Norgesmesterskapet i fotball for menn 1970)‏ هو الموسم 65 من كأس النرويج. أشرف على تنظيمه اتحاد النرويج لكرة القدم، وفاز فيه نادي سترومسغودست لكرة القدم.